# پسر کوهستان
پسر کوهستان با نام اصلی ماجراهای پپرو یا ماجراهای پپرو، پسر (کوه) آند (به ژاپنی: アンデス少年ペペロの冒険 Andesu Shōnen Pepero no Bōken) مجموعه تلویزیونی انیمه ۲۶ قسمتی ژاپنی است. تهیه‌کنندگان این سریال تاسویا اونو و سومیو تاکاهاشی هستند و این سریال از شبکه نت نت‌ورک بین ۶ اکتبر ۱۹۷۵ تا ۲۹ مارس ۱۹۷۶ نخستین بار در ژاپن پخش شد، که این در زمانی قبل از انقلاب بوده، شروع پخش حدوداً از اوایل مهرماه بوده و تا آخر نوروز طول کشیده‌است. از آن زمان به بعد این سریال به زبان‌های گوناگون ترجمه شد.

## پخش در ایران
در ایران در حدود پانزده سال بعد از اولین نمایش در ژاپن، شبکه یک صدا و سیما همزمان با کارتون‌های پرطرفدار دیگری چون فوتبالیست‌ها، دوقلوهای افسانه‌ای، این کارتون را دوبله و پخش کرد.

## داستان
داستان در مورد پسرکی اهل دهکده‌ای کوچک در آمریکای جنوبی به نام پپرو است که در جستجوی پدرش است. پدری که به جستجوی شهر ال‌دورادو سال‌هاست که از خانه رفته است.

### خلاصه
پپرو پسری نونهال است که در دهکده‌ای فقیر در منطقهٔ آند آمریکای جنوبی به همراه مادرش در خانه‌ای کوچک زندگی می‌کند. پدرش سال‌ها قبل در جستجوی شهر ال‌دورادو، خانه را ترک گفته‌ است، شهری که هیچکس تاکنون به چشم ندیده‌ است. ۷ سال از رفتن پدر گذشته و خبری از او نشده است. داستان از جایی آغاز می‌شود که در دهکده، مردم دارند تولد ۱۰ سالگی پپرو را جشن می‌گیرند و صبح روز بعدش، پپرو در حالی که دارد سطل را از آب رودخانه پر می‌کند، تصویر عقاب طلایی را در آب می‌بیند؛ پپرو آن عقاب را تا جایی تعقیب می‌کند و سپس، فوراً به خانه برمی‌گردد و قضیه‌ی آن را به مادرش می‌گوید، ولی مادرش به بهانه‌ی صرف صبحانه، بحث را عوض می‌کند؛ پپرو به دیدن مسن‌ترین مرد دهکده‌شان می‌رود و قضیه‌ی عقاب طلایی را برای او تعریف می‌کند و درموردش از او می‌پرسد؛ او برای پپرو تعریف می‌کند که دهکده‌ی آن‌ها دهکده‌ای فقیر است و حدود ۱۰ سال قبل، دچار خشکسالی شدیدی شده و آن خشکسالی موجب شده که محصولات کشاورزی آن‌ها از رونق بیفتد؛ پس از آن پدر پپرو، عقاب طلایی را در آسمان می‌بیند و سپس برای پیدا کردن شهر ال‌دورادو، در مسیری که عقاب طلایی می‌رود، به مسافرت می‌رود تا بتواند از آنجا مقداری طلا و محصولات کشاورزی، برای کمک به دهکده‌شان بیاورد. پپرو بعد از اینکه این سخنان را می‌شنود تصمیم می‌گیرد که خود او نیز برای پیدا کردن پدرش و شهر ال‌دورادو، به مسافرت برود.
چیزی که پپرو را در راه مطمئن‌تر می‌کند، دیدارش با پیرمردی به نام تیتیکاکا است به همراه دختری به نام کاینا که حافظه‌اش را از دست داده و از گذشته‌اش چیزهای بسیار جزئی و کمی به خاطر دارد. گویا از ال‌دورادو (شهر طلایی) چیزهایی می‌داند، یا می‌دانسته. پپرو مصمم می‌شود و از این دو نفر می‌خواهد که در این مسافرت او را همراهی کنند.
آن‌ها در راه با دوستان دیگری آشنا می‌شوند، مثل استکو که پسری نوجوان و طماع است که گاهی برای حمایت از خانواده‌اش دست به دزدی می‌زند، او پس از اینکه می‌فهمد آن‌ها می‌خواهند به ال‌دورادو بروند تصمیم می‌گیرد که با پپرو و همراهانش همراهی کند تا شاید مقداری از طلای ال‌دورادو نصیب او شود. او در اوایل، رابطه‌ی خوبی با آن‌ها ندارد؛ او معتقد است که کانا، پدربزرگ و چوچو، موجب دردسر او و پپرو می‌شوند و با وجود آن‌ها، معلوم نیست که چه زمانی بتوانند ال‌دورادو را پیدا کنند؛ استکو قصد دارد که با وسوسه کردن پپرو، او را راضی کند که دوستانشان را در این سفر رها کنند و خودشان دو نفری با هم برای پیدا کردن ال‌دورادو بروند و آنجا را فوراً پیدا کنند؛ ولی بعداً دوست خوبی برای آن‌ها می‌شود و با کمک پپرو، در این سفر، از سایر دوستانشان حمایت می‌کند.
نفر بعدی «چوچو» است که پسری کوچک است که مادرش را از دست داده و در سیرک کار بندبازی را بر عهده دارد؛ رئیس سیرک، در عوض کارهایی که چوچو برایش انجام می‌دهد، بسیار از او کار می‌کشد و او را آزار می‌دهد. چوچو از آنجایی که مادرش را از دست داده به دنبال خواهرش می‌گردد تا نزد او زندگی کند، وی پس از اینکه به این موضوع پی می‌برد که رئیس سیرک، قصد ندارد طبق قولی که به مادرش داده، او را به خواهرش برساند، تصمیم می‌گیرد که با پپرو و همراهانش برود تا بتواند خواهرش را پیدا کند، ولی رئیس سیرک قصد ندارد به سادگی او را رها کند و از او می‌خواهد  ‌که در عوض کارهایی که برایش انجام داده به او پول بدهد و تا زمانی که به او پول ندهد، حق ترک کردن سیرک را ندارد؛ بنابراین چوچو با کمک پپرو و همراهانش، نمایشی در سیرک ترتیب می‌دهند و پس از پایان نمایش، پپرو از تماشاگران می‌خواهد که از رئیس سیرک خواهش کنند که به چوچو اجازه بدهد که همراه پپرو و دوستانش برود؛ رئیس سیرک که ‌می‌بیند دیگر چاره‌ای ندارد، به چوچو اجازه می‌دهد که برای پیدا کردن خواهرش همراه پپرو و دوستانش برود. چوچو خیلی زود با آن‌ها گرم می‌گیرد و دوست خوبی برایشان می‌شود.
در یکی از قسمت‌ها پپرو یک اسب سفید وحشی را رام می‌کند و با او دوست می‌شود، پپرو نام آن اسب را تندر می‌گذارد؛ تندر در سفر به ال‌دورادو، آن‌ها را دورادور همراهی می‌کند و در مواقعی که مشکلی برای پپرو و دوستانش پیش می‌آید و آن‌ها به کمک او احتیاج دارند، پپرو سوت می‌زند و او با شتاب، خود را برای کمک به آن‌ها می‌‌رساند. همچنین پپرو یک گردن آویز به شکل کرنا دارد که دقیقاً همان چیزی است که پدرش نیز بر گردن خود دارد. این گردن آویز به پپرو کمک می‌کند تا همه پی ببرند که او پسر کارلوس است. این موضوع زمانی برملا می‌شود که مردم یک دهکده ادعا می‌کنند که شخصی رئیس یک گروه بزرگ راهزن است و ۷ سال است که در حال آزار و اذیت مردم دهکده می‌باشد، او همان گردن آویز را دارد و ادعا می‌کند که نامش کارلوس می‌باشد؛ در اواخر آن قسمت مشخص می‌شود که کارلوس قبلاً او را از مرگ در صحرایی خشک و بی آب و علف نجات داده و یک گردن آویز مانند مال خود، برای او ساخته و اسب خود را به او بخشیده است و او برای اینکه میخواست همانند کارلوس، قدرتمند و بزرگوار باشد، به افرادش و مردم دهکده دروغ گفت که نامش کارلوس است، ولی عوض اینکه مانند او راه درست را در پیش بگیرد، راه کج را پیش گرفت، ولی الان دیگر از عمل خود پشیمان شده است و قصد دارد راه درست را پیش بگیرد.
عقاب طلایی نیز در زمان‌های مختلف ظاهر می‌شود تا راه ال‌دورادو را به پپرو و دوستانش نشان دهد.
در داستان اصلی فیلم پدر پپرو برای پیدا کردن شهر افسانه ای ال‌دورادو که در افسانه‌ها از آن به نام شهری که تماماً از طلا ساخته شده‌ است از دهکده خارج می‌شود و هدف او از این سفر بدست آوردن پول و آوردن آن به دهکده برای از بین بردن فقر در دهکده بود که در ویرایش فارسی در فیلم به این موضوع اشاره نشده بود، از طرفی دیگر کانا دختری که از اوایل فیلم به همراه پپرو به سفر ال‌دورادو می‌رود در اصل شاهزاده‌خانم شهر ال‌دورادو است و توسط تبهکاران دزدیده شده و هنگامی که او را به دریاچه پرتاب کردند تا او را بکشند، حافظهٔ خود را از دست داده بود و در آخر نیز مراسم نامزدی برای پپرو و کانا برگزار می‌شود و پپرو و پدرش همراه با استکو و چوچو با مقداری طلا و بذر محصولات کشاورزی به دهکده‌هایشان برمی‌گردند.